# Tamaho (Yamanashi)
Pour les articles homonymes, voir Tamaho.
Tamaho (玉穂町, Tamaho-chō) est un ancien bourg de la préfecture de Yamanashi, ayant existé jusqu'au 20 février 2006, date de sa fusion avec le bourg de Tatomi et le village de Toyotomi pour former la ville de Chūō. Il faisait partie du district de Nakakoma.

## Géographie

### Topographie et hydrographie
Située dans la partie centrale de la préfecture de Yamanashi, dans le centre-sud du bassin de Kofu, Tamaho est bordée à l'est par la ville de Kōfu, capitale préfectorale, sur la rivière Kamata (鎌田川). L'ancien bourg se trouve au sud du bassin de Kofu (ja), et deux rivières principales, la rivière Fuefuki (笛吹川) et la rivière Kamanashi (釜無川), qui coulent vers le sud à travers le bassin, et leurs affluents, la rivière Asari (浅利川), la rivière Kamata, la rivière San'ō (山王川) et la rivière Shinmei (神明川) traversent Tamaho.

### Villes limitrophes

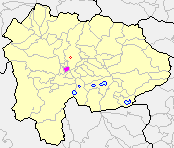
Localisation de Tamaho dans la préfecture de Yamanashi (tracés territoriaux du 20 février 2006).

Entités territoriales limitrophes à la date de la fusion du 20 février 2006. À sa fondation en 1955, Tamaho est entouré à partir de l'ouest, dans le sens horaire, des villages de Tatomi (田富村) et Shōwa (昭和村), tous du même district de Nakakoma, de la ville de Kōfu (甲府市), du village de Kashiwa (ja) (柏村), par un quadripoint, et de celui de Toyotomi (豊富村), tous deux du district de Higashiyatsushiro, et du bourg de Mitama  (三珠町) du district de Nishiyatsushiro, par un quadripoint. Le 31 mars de la même année, Kashiwa fusionne avec le village d'Ubaguchi (ja) (右左口村) pour former le bourg de Nakamichi (中道町). Le 1er avril 1968, Tatomi est promu au rang de bourg, et Shōwa aussi, trois ans plus tard jour pour jour. Le 1er octobre 2005, Mitama fusionne avec les bourgs d'Ichikawadaimon (市川大門町) et de Rokugō (六郷町) pour former le bourg d'Ichikawamisato (市川三郷町).

## Histoire

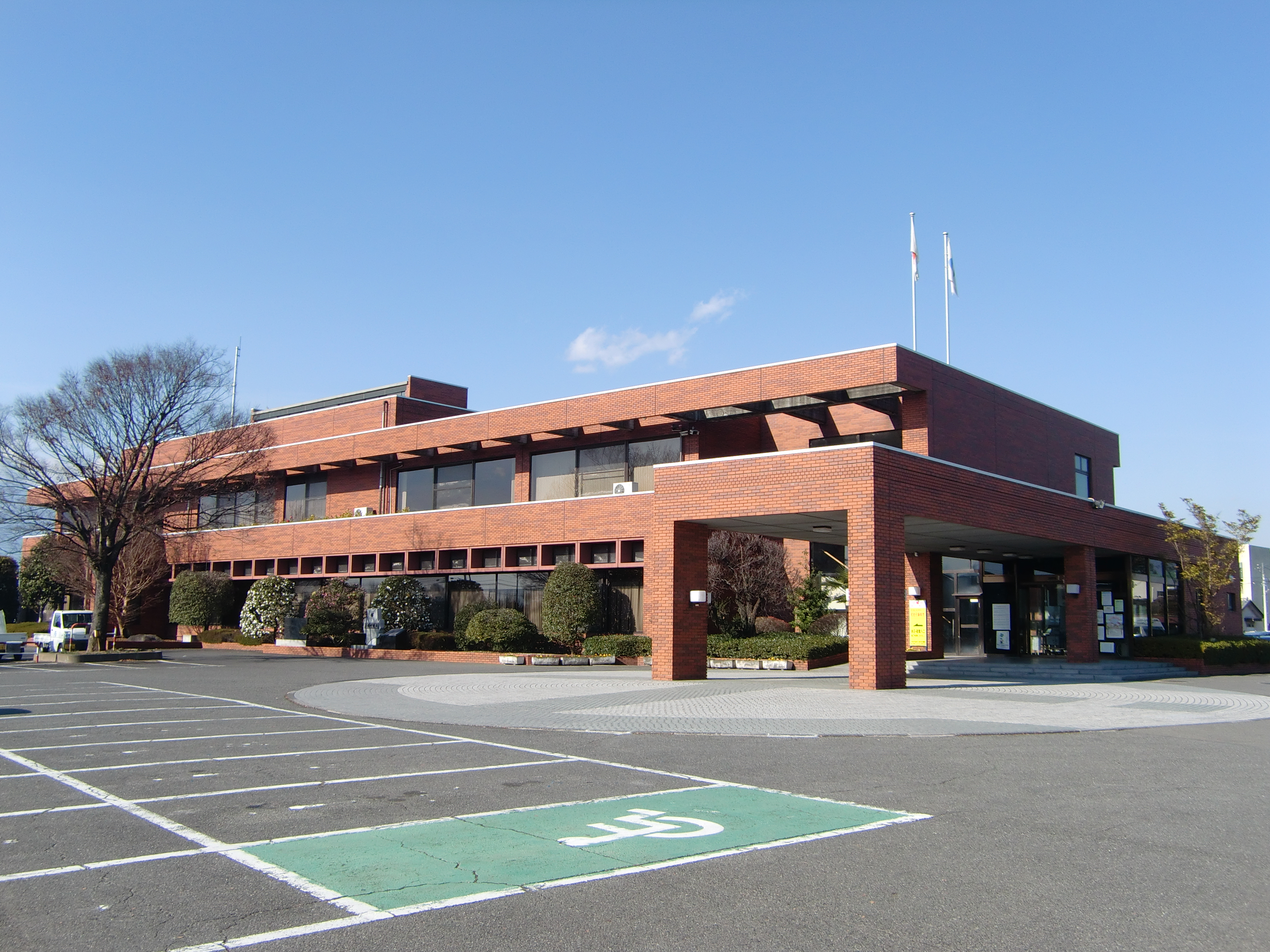
Ancienne mairie de Tamaho, maintenant la mairie de la nouvelle ville de Chūō.

Tamaho étant située sur d'une plaine d'inondation dans le bassin de Kōfu, on y trouve peu de sites archéologiques du paléolithique à la période Jōmon.
Selon l'ancien système Ritsuryō, l'actuel Tamaho faisait partie des villages d'Ichikawa (市川郷) dans le comté de Koma (ja) (巨摩郡) et de Kawai (川合郷), dans le comté de Yatsushiro (ja) (八代郡). À la fin de la période Heian (794-1185), des domaines féodaux sont établis dans tout le bassin de Kōfu, et dans l'actuel Tamaho, près des anciens villages de Nakadate (中楯) et de Nishiarai (西新居村), la zone appartenait au domaine de Kamata (鎌田荘), suffrageant du Hachijōin (ja) (八条院), tandis que près des anciens villages de Kamisanjō (上三条) et Shimosanjō (下三条) à l'extrémité ouest, la zone appartenait au domaine de Fuse (ja) (布施荘), suffrageant du Tōhoku-in (ja) (東北院). Pendant la période de Kamakura (1185-1333), on trouve dans la région des seigneurs locaux tels que Kamata Masakiyo (ja) (鎌田 政清, 1123-1160), propriétaire du domaine de Kamata, et le clan Asari (ja) (浅利氏), une branche du clan Gen de Kai (ja) (甲斐源氏, Kai Gen-ji), qui se sont installés dans différentes parties du bassin.
Au début de la période moderne, lorsque la région était sous le régime des neuf secteurs, deux jurisdictions (ja) (九筋二領), elle appartenait au secteur du « centre du comté (中郡筋) », dans le comté de Koma. Tamaho correspond alors à onze villages créés au début de l'epoque d'Edo (1603-1868). Tous les villages sont passés sous le contrôle direct du shogunat au début de la période Edo, puis sont administrés par le domaine de Kōfu durant l'ère Genroku (1688-1704), après quoi toute la province de Kai est passée sous le contrôle direct du shogunat en 1724. La zone est alors sous l'administration du bureau de Kamiiida (上飯田代官). À l'époque moderne, les inondations étaient chose courante dans le bassin de Kōfu et des travaux sont réalisés à cet encontre. En 1836, la révolte du Tenpō (ja) (天保騒動), une révolte paysanne à l'échelle de toute la province de Kai, a causé des dégâts dans l'actuel Tamaho.
Le village de Tamaho est créé le 20 mars 1955 par la fusion des villages de Sanchō (ja) (三町村) et Inazumi (ja) (稲積村) et s'est développé en tant que zone agricole, principalement basée sur la culture du riz, avec des eaux souterraines abondantes provenant des rivières Kamanashi et Fuefuki, qui coulent à travers le bassin de Kofu. Plus tard, en 1972, sous la désignation de la région des villages de l'aire d'attraction de Kōfu, Tamaho a activement promu cette nouvelle région en attirant des entreprises, et a connu un nouvel essor. Le 20 mai de cette année, le village adopte son symbole municipal,.
L'université nationale de médecine de la préfecture de Yamanashi (山梨医科大学) y a ouvert ses portes en 1980 et l'hôpital de l'université de médecine de Yamanashi en 1983,. Le 1er avril 1985, Tamaho est promu au rang de bourg,. À partir de cette époque, le bourg vit alors de l'industrie de l'éducation. La population a augmenté parallèlement à l'urbanisation, dû à sa proximité avec la capitale préfectorale et le taux de croissance démographique a été l'un des plus élevés du pays à un moment donné,. Devenue une banlieue de Kōfu, plusieurs usines et déménagent. Le 20 février 2006, après des ententes, une fusion volontaire est effectuée entre Tamaho et le bourg de Tatomi et le village de Toyotomi (豊富村), entraînant la création de la ville de Chūō (中央市), dont le nom signifie « ville-centre », pour symboliser sa position au centre de la préfecture,.

## Transports

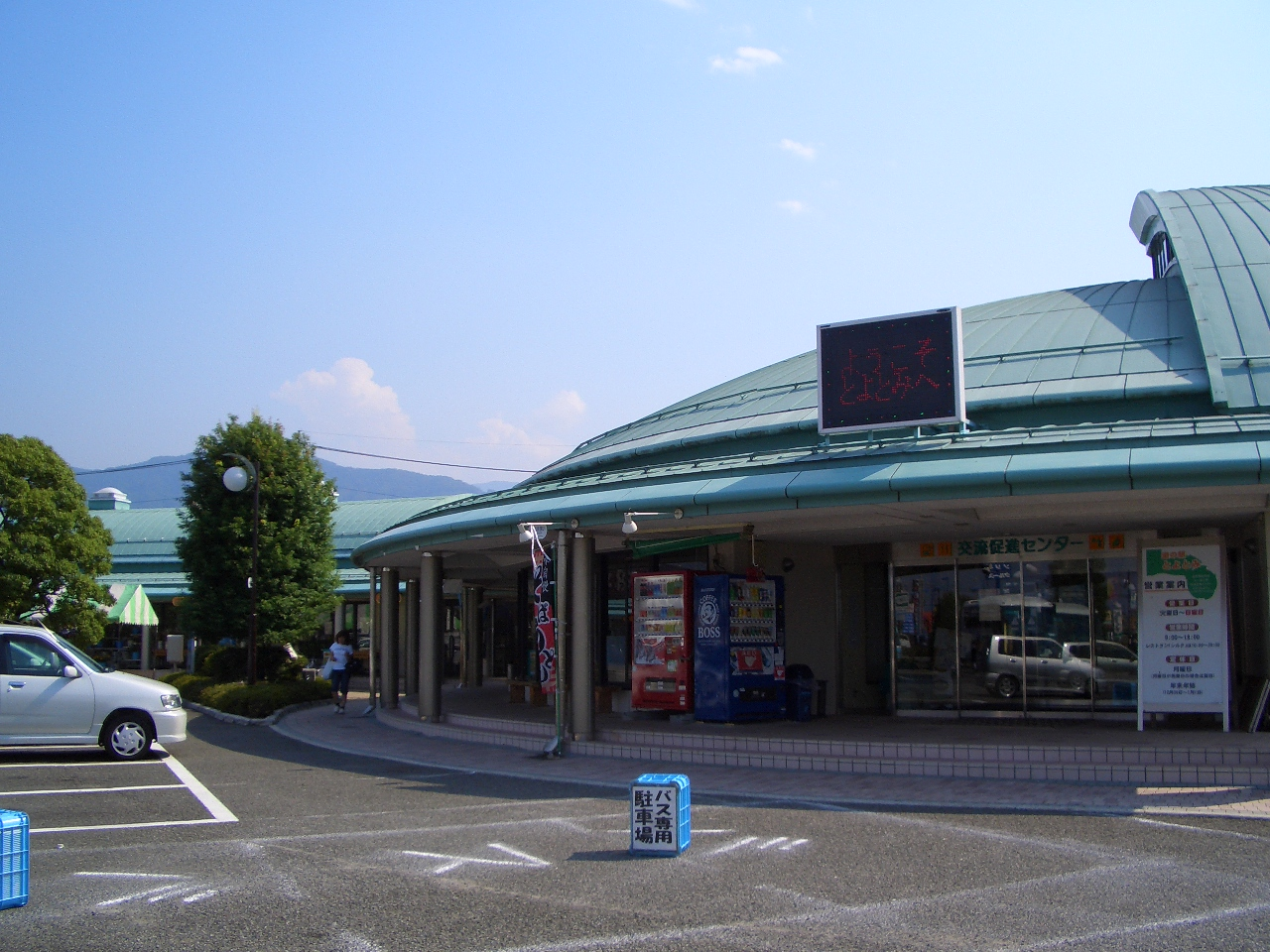
Halte routière de Toyotomi.

L'ancien bourg est traversé par la route préfecturale 12 (ja) et la route préfectorale 29 (ja). L'autoroute Chūō et le nouveau périphérique de Yamanashi (ja) passent aussi dans la municipalité. On y trouve la gare de Koikawa (ja) (小井川駅), sur la ligne Minobu. Les bus de Yamanashi Kōtsū (ja) desservent aussi Tamaho.

## Éducation
Le campus de la faculté de médecine de l'université de Yamanashi est situé à Tamaho. On y trouve une école secondaire et deux écoles primaires publiques, en plus d'une bibliothèque municipale.

## Culture et patrimoine
- L'Eigen-ji (ja) (永源寺) et sa statue d'Āryāvalokiteśvara (ja) (聖観音, Shōkan'on?)[5]
- Le Kansei-in (歓盛院) et sa statue de Yakushi Nyōrai assis[5]